# 율목초등학교
율목초등학교는 대한민국 경기도 화성시에 있는 공립 초등학교이다.

## 학교 연혁
- 2007.09.01 율목초등학교 개교(6학급 편성)
- 2007.09.01 율목초등학교 병설유치원 개원(1학급 편성)
- 2007.09.01 초대 조진형 교장 취임
- 2008.02.19 제1회 졸업장 수여식(42명)
- 2008.03.01 16학급 편성
- 2008.03~2009.02 좋은수업나눔멘토링 운영
- 2008.03~2009.02 교과교육개선중심학교 운영
- 2008.03~2013.02 교과특성화리코더부 지정 운영
- 2008.03~2011.02 화성시경쟁력제고 우수프로그램운영교 지정 운영
- 2009.02.13 제2회 졸업장 수여식(57명)
- 2009.03~2011.02 경기도교육청지정 미래형교육시범학교 운영(2년)
- 2010.02.10 제3회 졸업장 수여식(60명)
- 2010.03.01 19학급 편성(610명)
- 2011.02.16 제4회 졸업장 수여식(77명)
- 2011.03.01 19학급 편성(564명)
- 2011.03~2013.02 배움과실천 공동체 연수 프로그램 운영(2년)
- 2011.09.01 제2대 허연옥 교장 취임
- 2012.02.14 제5회 졸업장 수여식(76명)
- 2012.03.01 19학급 편성(553명)
- 2013.02.08 제6회 졸업장 수여식(86명)
- 2013.02.07  유치원 놀이시설 보수 및 바닥재 시공
- 2013.03.01 20학급 편성(538명)
- 2013.03.01~2014.02.28 흡연 음주예방교육 지원 중심학교 운영
- 2013.12.04 운동장 스탠드 차양막 설치 : 화성시 보조금(32,619,540원)
- 2014.02.14 제7회 졸업장 수여식(73명)
- 2014.03.01 19학급 편성 (536명)
- 2014.03.01~2015.02.28 교과특성화 리코더부 지정 운영
- 2014.08.27 제2대 허연옥 교장 퇴임
- 2014.09.01 제3대 위성갑 교장 취임
- 2015.02.13 제8회 졸업장 수여식(60명)
- 2015.03.01 21학급 편성